# Брије сир л'Еско
Брије сир л'Еско (фр. Bruay-sur-l'Escaut) је насељено место у Француској у региону Север-Па д Кале, у департману Север.
По подацима из 2011. године у општини је живело 12.122 становника, а густина насељености је износила 1809,25 становника/km².

## Демографија
| 1962.  | 1968.  | 1975.  | 1982.  | 1990.  | 2011.  |
| ------ | ------ | ------ | ------ | ------ | ------ |
| 12.168 | 12.546 | 12.207 | 11.810 | 11.771 | 12.122 |